# Love (Makes Me Do Foolish Things)
"Love (Makes Me Do Foolish Things)" is een nummer van de Amerikaanse soulgroep Martha & The Vandellas. Ondanks dat het nummer niet als A-kant van een single uitgebracht werd, bereikte het toch de hitlijsten in de Verenigde Staten. Dit kwam doordat veel van de Amerikaanse DJ's "Love (Makes Me Do Foolish Things)" prefereerden boven de A-kant "You've Been in Love Too Long". Hierdoor moesten de twee nummers speeltijd op de radio delen, wat mede oorzaak van de slechts #36 positie op de poplijst van "You've Been in Love Too Long". Alhoewel "Love (Makes Me Do Foolish Things)" het op de poplijst met een #70 notering het niet beter deed dan de A-kant, was het op de R&B-lijst succesvoller. Daar werd het namelijk een #22 hit op. Vanwege de goede prestaties van "Love (Makes Me Do Foolish Things)", verdiende het nummer, net als de A-kant, een plek op het album "Greatest Hits". Dit album werd bijna een jaar later uitgebracht dan de "Love (Makes Me Do Foolish Things)".
In tegenstelling tot A-kant "You've Been in Love Too Long" werd "Love (Makes Me Do Foolish Things)" niet geschreven door William "Mickey" Stevenson, Ivy Jo Hunter en Clarence Paul. Het nummer in kwestie werd namelijk geschreven door Holland-Dozier-Holland, een succesvol songwritersdrietal die, net zoals Martha & The Vandellas, een contract bij Motown hadden. Het trio had eerder al hits als "(Love Is Like A) Heatwave", "Come and Get These Memories" en "Quicksand" voor de groep geschreven. De tekst, waar Eddie Holland voor het grootste deel verantwoordelijk voor was, gaat erover dat de vertelster, in dit geval leadzangeres Martha Reeves, uitlegt waarom ze verkeerde beslissingen neemt als ze verliefd is. De muziek, de basis verzorgd door studioband The Funk Brothers, begint met een kenmerkend vioolintro, ondersteund door piano, drums en bas.
Net als "You've Been in Love Too Long" werd "Love (Makes Me Do Foolish Things)" meerdere keren gecoverd. Onder andere Kim Weston, die ook een contract bij Motown had, nam een nieuwe versie van het nummer op. Daarnaast coverden onder andere ook Thee Midniters en Paulette Williams het nummer.

## Bezetting
- Lead: Martha Reeves
- Achtergrond: Betty Kelly, Rosalind Ashford en The Andantes
- Instrumentatie: The Funk Brothers
- Schrijvers: Holland-Dozier-Holland
- Producers: Brian Holland en Lamont Dozier